# Natasha Negovanlis
Natasha Negovanlis é uma atriz, cantora, apresentadora e escritora canadense. É mais conhecida pelo seu papel na web série Carmilla.

## Carreira
Negovanlis começou a fazer aula de canto na Schulic School of Music na Universidade McGill em 2009. Entretanto ela decidiu abandonar a escola durante o terceiro ano pra seguir a carreira de atriz, e três dias depois de desistir, ela foi contratada em um musical. Por esse papel, em 2012 ela foi nominada no BROADWAYWORLD.com por Melhor Performance Feminina em um papel de destaque. Em 2016 estrelou junto a Elise Bauman seu primeiro filme intitulado Almost Adults, dirigido por Sarah Rotella.
Natasha também tem uma banda chamada VANLIS, que possui demos no BandCamp.

### Carmilla
Em 2014, Natasha foi escalada como o papel que traz o título da web série canadense Carmilla. Na série, que é baseada na novela gótica de 1871  do mesmo nome, ela retrata a vampira Carmilla, que aparece após o desaparecimento da colega de quarto de Laura, (Elise Bauman) aspirante a jornalista. A série é popular on-line pela sua representação de personagens LGBT e foi visto por mais de 50 milhões de vezes no canal KindaTV do YouTube. Em 2017, Negovanlis voltou ao papel de Carmilla no longa metragem The Carmilla Movie, um spin-off baseado na web série de sucesso.

## Vida Pessoal
Em junho de 2015, ela tornou-se uma contribuinte para AfterEllen.com, um site de estilo de vida para as mulheres queer. Em 2015, Natasha ficou em 5º lugar na Hot 100 lista de "as mulheres mais sexys escolhidas por mulheres" da AfterEllen.com.
Negovanlis escolhe não rotular sua sexualidade. No entanto, ela disse que se as pessoas quiserem rotulá-la, eles podem usar pansexual.

## Filmografia
| Ano   | Título                | Papel                         | Notas                                          |
| ----- | --------------------- | ----------------------------- | ---------------------------------------------- |
| 2014  | The Way We Are        | Sophie                        | Papel principal; curta metragem                |
| 2014  | Carmilla              | Mircalla "Carmilla" Karnstein | Protagonista(com Elise Bauman)                 |
| 2014  | Canadian Star         | Ela Mesma                     | Documentário                                   |
| 2015  | March Family Letters  | Sallie                        | convidada, episódio 33                         |
| 2016  | Slasher               | Natasha                       | Convidada; 1 episódio                          |
| 2016  | Haunted or Hoax       | Ellia                         | Papel Principal; web série                     |
| 2016  | Almost Adults         | Cassie                        | Protagonista(com Elise Bauman); longa metragem |
| 2017  | The Carmilla Movie    | Carmilla                      | Papel Principal                                |
| 2017  | Murdoch Mysteries     | Mildred Preston               | Episódio: "Hot Wheels of Thunder"              |
| 2017  | Seraphim              | Sarah                         | 2 episódios                                    |
| 2017  | Darken                | Victoria                      | Longa metragem                                 |
| 2017  | Haunters: The Musical | Penny                         | Web série                                      |
| 2017  | Barbelle              | Fantasma da ex-namorada       | Web série                                      |
| 2018- | Clairevoyant          | Claire                        | Papel Principal; web série                     |
| 2018  | Freelancers Anonymous | Gayle                         | Papel Principal                                |

## Premiação
| Ano  | Prêmio                          | Categoria                                           | Resultado |
| ---- | ------------------------------- | --------------------------------------------------- | --------- |
| 2012 | Broadway World Awards           | Melhor Performance Feminina em um Papel de Destaque | Indicado  |
| 2015 | Shorty Awards                   | Atriz Favorita                                      | Indicado  |
| 2015 | Streamy Awards                  | Melhor Atriz                                        | Indicado  |
| 2016 | Canadian Screen Awards          | Escolha do público; Top 3                           | Indicado  |
| 2016 | NYC Web Fest                    | Melhor Elenco, com Isabel Kanaan e Sydney Kondruss  | Indicado  |
| 2017 | Canadian Screen Awards          | Fan's Choice Awards                                 | Venceu    |
| 2017 | Streamy Awards                  | Melhor Atriz em Drama                               | Indicado  |
| 2017 | Los Angeles Web Series Festival | Melhor Elenco, com Isabel Kanaan e Sydney Kondruss  | Indicado  |
| 2018 | British LGBT Awards             | Online Influencer                                   | Indicado  |
| 2018 | Diva Awards                     | Influencer de Media Social                          | Indicado  |
| 2018 | Toronto Web Fest Awards         | Melhor Performance                                  | Venceu    |
| 2018 | NYC Web Fest                    | Melhor Dupla, com Annie M. Briggs                   | Venceu    |